# Andrzej Konic
Andrzej Konic, né le 24 juillet 1926 à Varsovie et mort le 25 octobre 2010 dans la même ville, est un metteur en scène, réalisateur et scénariste polonais. Il apparait également comme acteur dans quelques films. En 2001, il est fait Commandeur de l'Ordre Polonia Restituta.

## Biographie
En 1967-1968, avec Janusz Morgenstern, il réalise pour la télévision polonaise le feuilleton en 18 épisodes qui connait un grand succès Stawka większa niż życie, l'histoire de Hans Kloss, officier des renseignements polonais, agent double chez l'Abwehr pendant la Seconde Guerre mondiale.
Le cinéaste est enterré au Cimetière de Powązki. 

## Filmographie

### Réalisateur
- 1967 : Stawka większa niż życie coréalisé avec Janusz Morgenstern
- 1970 : Przygoda Stasia
- 1971 : Motodrama
- 1973 : Czarne chmury
- 1974 : Najważniejszy dzień życia
- 1975 : W te dni przedwiosenne
- 1978 : Życie na gorąco (série télévisée)
- 1982 : Mściciele, obrońcy i rapiery
- 1983 : Szczęśliwy brzeg
- 1984 : 1944
- 1985 :  Na wolność
- 1988-1991: Pogranicze w ogniu (série télévisée)

### Acteur
- 1960 : Les Chevaliers teutoniques d'Aleksander Ford : Skirwoiłło
- 1963 : Yokmok de Stanisław Możdżeński : Szyszka
- 1965 : Wojna domowa de Jerzy Gruza (série télévisée)
- 1967 : Stawka większa niż życie coréalisé avec Janusz Morgenstern (série télévisée) : Georg, contact de Kloss à Gdansk
- 1992 : Pogranicze w ogniu de lui-même (série télévisée) : Mayer
- 1992 : Szwadron (en) de Juliusz Machulski : général
- 1993 : Wielka wsypa de Jan Łomnicki : Professeur

### Scénariste
- 1970 : Przygoda Stasia
- 1983 : Szczęśliwy brzeg
- 1988 : Pogranicze w ogniu (série télévisée)